# Parque nacional Snowy River
El parque nacional Snowy River es un parque nacional localizado en las regiones de los Alpes Victorianos, en el estado de Victoria y al este de Gippsland, en Australia. El parque nacional de 98,700 hectáreas se encuentra aproximadamente a 390 kilómetros al noreste de Melbourne y 350 kilómetros al suroeste de Canberra, al sur de la línea que marca parte de la frontera entre Victoria y Nueva Gales del Sur.

## Ubicación y características
Declarado el 26 de abril de 1979, gran parte del parque se clasifica como área silvestre, donde los vehículos no pueden entrar. Dentro del parque nacional se encuentra Little River Gorge, el desfiladero más profundo de Victoria, con el río Little descendiendo 610 metros (2,000 pies) desde la meseta de Wulgulmerang a lo largo de 14 kilómetros hasta el río Snowy a una altitud de 122 metros (400 pies) sobre el nivel del mar.
El parque es uno de los últimos hábitats naturales en Little River Gorge para el walabí cola cepillo de las rocas, en peligro de extinción. El número de ejemplares de esta especie se estima que es extremadamente pequeño, con un terreno accidentado que dificulta el control preciso de su población. Se han registrado más de 250 especies nativas en el parque, 29 de las cuales se consideran raras o amenazadas en Victoria, como el canguro rata de pies largos, el quol tigre, la rana excavadora gigante y el Cyclodomorphus michaeli
La carretera McKillops es el límite norte del parque con el Parque Nacional Alpino. La carretera se considera inadecuada para caravanas, remolques y semirremolques debido a su largo, estrecho y empinado descenso hasta el puente McKillops, que cruza el río Nevado cerca de su confluencia con el río Deddick. Un sitio para acampar cerca del puente McKillops ofrece un sitio excelente para nadar, botar canoas y hacer rafting por las escarpadas quebradas, aguas abajo del lugar, o al inicio de la ruta de senderismo Silver Mine de 18 km y el corto sendero Snowy River Trail. El parque también se encuentra junto al Parque Nacional Errinundra, el Parque Nacional Coopracambra y el cercano Parque Nacional Croajingolong y el Parque Costero de Cape Conran.